# Partido da Nova Coreia
O Partido da Nova Coreia (Shin Han-gukdang) foi um partido político da Coreia do Sul. Foi fundado pela fusão do Partido da Justiça Democrática, Partido da Democracia Pacífica e do Novo Partido Democrático Republicano, formando o Partido Democratico Liberal (Minju Ja-yudang). Foi renomeado para Partido da Nova Coreia (NKP) em 1995.
Em 1997, o NKP fundiu-se com o Partido Democrático Unido para formar o Grande Partido Nacional.